# Georgia on My Mind
Georgia on My Mind is een lied uit 1930 van Hoagy Carmichael (muziek) en Stuart Gorrell (tekst).
Gorrell schreef de song speciaal voor Georgia Carmichael, de zuster van Hoagy. De tekst is echter voor meer dan één uitleg vatbaar en kan zowel op een vrouw "Georgia" slaan als op de staat Georgia. De laatste interpretatie wordt nu algemeen als de enige beschouwd.
Carmichael en zijn orkest, met onder meer Bix Beiderbecke op kornet, namen het lied voor het eerst op in 1930. De song is nadien meer dan 100 maal gecoverd. De bekendste coverversie is die uit 1960 van de uit Georgia afkomstige Ray Charles. Hij had ermee een nummer één-hit in de Billboard Hot 100. Zijn versie, van het album The Genius Hits The Road, won in 1961 twee Grammy Awards.
Andere covers werden gemaakt door onder meer Frankie Trumbauer, Louis Armstrong, Art Tatum, Mildred Bailey, Dean Martin, Glenn Miller, Brenda Lee, Michael Bublé, Willie Nelson, Eddy Arnold, Bing Crosby, Michael Bolton, Anita O'Day, Ella Fitzgerald, Jo Stafford, Gladys Knight, Gene Krupa, James Brown, Alicia Keys met Jamie Foxx, Usher, Fats Waller, Billie Holiday, Nat Gonella, The Band met Richard Manuel, Django Reinhardt, Wes Montgomery, Jerry Lee Lewis, The Righteous Brothers, Tom Jones, Maceo Parker, Van Morrison, Coldplay, The Spencer Davis Group met Steve Winwood, Arturo Sandoval, Lou Rawls, Michael Bublé, Crystal Gayle en Annie Lennox. Zowel Oscar Peterson als Peter Frampton brachten een instrumentale versie uit.
Tijdens de presidentsverkiezing van 1976 speelde Georgia on My Mind een politieke rol, doordat de opname van de rockgroep The Band werd ingezet voor de campagne van de uit Georgia afkomstige Jimmy Carter.
In 1979 duidde de Georgia General Assembly de song aan als het officiële staatslied van Georgia, nadat Ray Charles het had uitgevoerd voor de gezamenlijke vergadering van de senaat en het huis van afgevaardigden van de staat.

## Hitnotering

### NPO Radio 2 Top 2000
| Nummer met noteringen in de NPO Radio 2 Top 2000 | '99  | '00 | '01  | '02  | '03 | '04  | '05 | '06 | '07 | '08 | '09 | '10 | '11 | '12 | '13 | '14 | '15  | '16  | '17  | '18  | '19  | '20  |
| ------------------------------------------------ | ---- | --- | ---- | ---- | --- | ---- | --- | --- | --- | --- | --- | --- | --- | --- | --- | --- | ---- | ---- | ---- | ---- | ---- | ---- |
| Georgia On My Mind                               | 1085 | -   | 1718 | 1952 | 950 | 1102 | 677 | 723 | 990 | 870 | 949 | 927 | 716 | 810 | 840 | 979 | 1239 | 1440 | 1614 | 1591 | 1951 | 1941 |

1. ↑  Een '-' betekent dat het nummer niet was genoteerd en een vetgedrukt getal geeft de hoogste notering aan.
2. ↑  Deze tabel is bijgewerkt tot en met de laatste editie (2024).